# Protographium agesilaus
Protographium agesilaus es una especie de mariposa de la familia Papilionidae que fue descrita originalmente con el nombre de Papilio agesilaus, por Félix Édouard Guérin-Méneville y Achille Rémy Percheron, en 1835, a partir de ejemplares de procedencia desconocida.

## Distribución
Protographium agesilaus tiene una distribución restringida a la región Neotropical y ha sido reportada en al menos 30 países o regiones diferentes.

## Plantas hospederas
Las larvas de P. agesilaus se alimentan de plantas de la familia Annonaceae. Se ha reportado en Rollinia emarginata.